# Deutsche Einband-Meisterschaft 1978/79
Die Deutsche Einband-Meisterschaft 1978/79 ist eine Billard-Turnierserie und fand vom 17. bis zum 19. November 1978 in Velbert zum 25. Mal statt.

## Geschichte
Mit einem Velberter Doppelsieg endete die 25. Deutsche Meisterschaft im Einband. Sehr nervenstark kämpfte sich Norbert Ohagen bis zum Schluss durch das Turnier und verlor nur ein Match gegen Wolfgang Zenkner. Zweiter wurde Thomas Wildförster vor Günter Siebert. Der vor dem Turnier als Favorit gestartete Titelverteidiger Dieter Müller belegte am Ende nur Platz vier.

## Modus
Erst wurde in zwei Gruppen im Round-Robin-Modus gespielt. Danach wurde eine neue Rangliste erstellt. Die drei besten jeder Gruppe spielten dann gegeneinander. Die relevanten Spiele aus der Gruppe wurden übernommen. Alle Matches gingen bis 200 Punkte.
Die Endplatzierung ergab sich aus folgenden Kriterien:
1. Matchpunkte
2. Generaldurchschnitt (GD)
3. Bester Einzeldurchschnitt (BED)
4. Höchstserie (HS)

## Teilnehmer (nach Ausgangsklassement)
1. Dieter Müller (Billardakademie Berlin), Titelverteidiger
2. Klaus Hose (DBC Bochum)
3. Günter Siebert (Bfr. Altenessen)
4. Thomas Wildförster (BSV Velbert)
5. Norbert Ohagen (BSV Velbert)
6. Wolfgang Zenkner (BSV München)
7. Franz Wolf (Kölner BC)
8. Dieter Wirtz (Düsseldorfer Bfr.)

## Turnierverlauf

### Gruppe 1
| Name               | MP  | Pkte | Aufn. | ED    | HS |
| ------------------ | --- | ---- | ----- | ----- | -- |
| 1. Spielrunde      |     |      |       |       |    |
| Thomas Wildförster | 0:2 | 146  | 26    | 5,61  | 28 |
| Norbert Ohagen     | 2:0 | 200  | 26    | 7,69  | 24 |
| Dieter Müller      | 2:0 | 200  | 18    | 11,11 | 42 |
| Dieter Wirtz       | 0:2 | 109  | 18    | 6,05  | 35 |

| Name               | MP  | Pkte | Aufn. | ED    | HS |
| ------------------ | --- | ---- | ----- | ----- | -- |
| 2. Spielrunde      |     |      |       |       |    |
| Norbert Ohagen     | 2:0 | 200  | 26    | 7,69  | 29 |
| Dieter Wirtz       | 0:2 | 141  | 26    | 5,42  | 24 |
| Dieter Müller      | 0:2 | 168  | 20    | 8,40  | 30 |
| Thomas Wildförster | 2:0 | 200  | 20    | 10,00 | 47 |

| Name               | MP  | Pkte | Aufn. | ED    | HS  |
| ------------------ | --- | ---- | ----- | ----- | --- |
| 3. Spielrunde      |     |      |       |       |     |
| Thomas Wildförster | 2:0 | 200  | 11    | 18,18 | 128 |
| Dieter Wirtz       | 0:2 | 57   | 11    | 5,16  | 19  |
| Dieter Müller      | 0:2 | 143  | 11    | 13,00 | 37  |
| Norbert Ohagen     | 2:0 | 200  | 11    | 18,18 | 53  |

| Platz                     | Name               | MP  | Pkte. | Aufn. | GD    | BED   | HS  |
| ------------------------- | ------------------ | --- | ----- | ----- | ----- | ----- | --- |
| 1                         | Norbert Ohagen     | 6:0 | 600   | 63    | 9,52  | 18,18 | 53  |
| 2                         | Thomas Wildförster | 4:2 | 546   | 57    | 9,57  | 18,18 | 128 |
| 3                         | Dieter Müller      | 2:4 | 511   | 49    | 10,42 | 11,11 | 42  |
| 4                         | Dieter Wirtz       | 0:6 | 307   | 55    | 5,58  | –     | 35  |
| Turnierdurchschnitt: 8,76 |                    |     |       |       |       |       |     |

### Gruppe 2
| Name             | MP  | Pkte | Aufn. | ED   | HS |
| ---------------- | --- | ---- | ----- | ---- | -- |
| 1. Spielrunde    |     |      |       |      |    |
| Günter Siebert   | 2:0 | 200  | 31    | 6,45 | 22 |
| Wolfgang Zenkner | 0:2 | 158  | 31    | 5,09 | 24 |
| Klaus Hose       | 2:0 | 200  | 28    | 7,14 | 44 |
| Franz Wolf       | 0:2 | 79   | 28    | 2,82 | 14 |

| Name             | MP  | Pkte | Aufn. | ED   | HS |
| ---------------- | --- | ---- | ----- | ---- | -- |
| 2. Spielrunde    |     |      |       |      |    |
| Günter Siebert   | 2:0 | 200  | 24    | 8,33 | 41 |
| Franz Wolf       | 0:2 | 51   | 24    | 2,12 | 14 |
| Klaus Hose       | 2:0 | 200  | 25    | 8,00 | 65 |
| Wolfgang Zenkner | 0:2 | 175  | 25    | 7,00 | 63 |

| Name             | MP  | Pkte | Aufn. | ED    | HS |
| ---------------- | --- | ---- | ----- | ----- | -- |
| 3. Spielrunde    |     |      |       |       |    |
| Wolfgang Zenkner | 2:0 | 200  | 36    | 5,55  | 26 |
| Franz Wolf       | 0:2 | 115  | 36    | 3,19  | 26 |
| Klaus Hose       | 2:0 | 200  | 18    | 11,11 | 49 |
| Günter Siebert   | 0:2 | 68   | 18    | 3,77  | 11 |

| Platz                     | Name             | MP  | Pkte. | Aufn. | GD   | BED   | HS |
| ------------------------- | ---------------- | --- | ----- | ----- | ---- | ----- | -- |
| 1                         | Klaus Hose       | 6:0 | 600   | 71    | 8,45 | 11,11 | 65 |
| 2                         | Günter Siebert   | 4:2 | 468   | 73    | 6,41 | 8,33  | 41 |
| 3                         | Wolfgang Zenkner | 2:4 | 533   | 92    | 5,79 | 5,55  | 63 |
| 4                         | Franz Wolf       | 0:6 | 245   | 88    | 2,78 | –     | 26 |
| Turnierdurchschnitt: 5,69 |                  |     |       |       |      |       |    |

## Endrunde

### 4. Spielrunde
| Name               | MP  | Pkte. | Aufn. | GD    | BED   | HS |
| ------------------ | --- | ----- | ----- | ----- | ----- | -- |
| Thomas Wildförster | 0:2 | 87    | 18    | 4,83  | –     | 33 |
| Günter Siebert     | 2:0 | 200   | 18    | 11,11 | 11,11 | 27 |

| Name          | MP  | Pkte. | Aufn. | GD    | BED   | HS |
| ------------- | --- | ----- | ----- | ----- | ----- | -- |
| Klaus Hose    | 0:2 | 122   | 14    | 8,71  | –     | 37 |
| Dieter Müller | 2:0 | 200   | 14    | 14,28 | 14,28 | 34 |

| Name             | MP  | Pkte. | Aufn. | GD   | BED  | HS |
| ---------------- | --- | ----- | ----- | ---- | ---- | -- |
| Norbert Ohagen   | 0:2 | 181   | 43    | 4,20 | –    | 29 |
| Wolfgang Zenkner | 2:0 | 200   | 43    | 4,65 | 4,65 | 33 |

### 5. Spielrunde
| Name           | MP  | Pkte. | Aufn. | GD   | BED  | HS |
| -------------- | --- | ----- | ----- | ---- | ---- | -- |
| Günter Siebert | 0:2 | 196   | 30    | 6,53 | –    | 50 |
| Norbert Ohagen | 2:0 | 200   | 30    | 6,66 | 6,66 | 34 |

| Name             | MP  | Pkte. | Aufn. | GD   | BED  | HS |
| ---------------- | --- | ----- | ----- | ---- | ---- | -- |
| Dieter Müller    | 2:0 | 200   | 33    | 6,06 | 6,06 | 33 |
| Wolfgang Zenkner | 0:2 | 147   | 33    | 4,45 | –    | 33 |

| Name               | MP  | Pkte. | Aufn. | GD   | BED  | HS |
| ------------------ | --- | ----- | ----- | ---- | ---- | -- |
| Thomas Wildförster | 2:0 | 200   | 33    | 6,06 | 6,06 | 54 |
| Klaus Hose         | 0:2 | 119   | 33    | 3,60 | –    | 28 |

### 6. Spielrunde
| Name               | MP  | Pkte. | Aufn. | GD   | BED  | HS |
| ------------------ | --- | ----- | ----- | ---- | ---- | -- |
| Wolfgang Zenkner   | 0:2 | 172   | 24    | 7,16 | –    | 36 |
| Thomas Wildförster | 2:0 | 200   | 24    | 8,33 | 8,33 | 46 |

| Name           | MP  | Pkte. | Aufn. | GD   | BED  | HS |
| -------------- | --- | ----- | ----- | ---- | ---- | -- |
| Norbert Ohagen | 2:0 | 200   | 37    | 5,40 | 5,40 | 31 |
| Klaus Hose     | 0:2 | 184   | 37    | 4,99 | –    | 31 |

| Name           | MP  | Pkte. | Aufn. | GD    | BED   | HS |
| -------------- | --- | ----- | ----- | ----- | ----- | -- |
| Günter Siebert | 2:0 | 200   | 20    | 10,00 | 10,00 | 53 |
| Dieter Müller  | 0:2 | 163   | 20    | 8,15  | –     | 69 |

### Abschlusstabelle
| MP    | Match Points (Sieger = 2; Unentschieden = 1; Verlierer = 0) |
| Pkte. | Erzielte Karambolagen                                       |
| Aufn. | Benötigte Versuche                                          |
| GD    | Generaldurchschnitt                                         |
| BED   | Bester Einzeldurchschnitt eines Spielers                    |
| HS    | Höchstserie                                                 |
|       | Bester GD des Turniers                                      |
|       | Bester ED des Turniers                                      |
|       | Beste HS des Turniers                                       |
|       | 1. Platz (Gold)                                             |
|       | 2. Platz (Silber)                                           |
|       | 3. Platz (Bronze)                                           |

| Klassement                | Klassement         | Klassement | Klassement | Klassement | Klassement | Klassement | Klassement | Klassement |
| Platz                     | Name               | MP         | Pkte.      | Aufn.      | GD         | BED        | HS         |            |
| ------------------------- | ------------------ | ---------- | ---------- | ---------- | ---------- | ---------- | ---------- | ---------- |
| 1                         | Norbert Ohagen     | 10:2       | 1181       | 173        | 6,82       | 18,18      | 53         |            |
| 2                         | Thomas Wildförster | 8:4        | 1033       | 132        | 7,82       | 18,18      | 128        |            |
| 3                         | Günter Siebert     | 8:4        | 1064       | 141        | 7,54       | 11,11      | 53         |            |
| 4                         | Dieter Müller      | 6:6        | 1074       | 116        | 9,25       | 14,28      | 69         |            |
| 5                         | Klaus Hose         | 4:8        | 1025       | 155        | 6,61       | 11,11      | 65         |            |
| 6                         | Wolfgang Zenkner   | 4:8        | 1052       | 192        | 5,47       | 5,55       | 63         |            |
| 7                         | Dieter Wirtz       | 0:6        | 307        | 55         | 5,58       | –          | 35         |            |
| 8                         | Franz Wolf         | 0:6        | 245        | 88         | 2,78       | –          | 26         |            |
| Turnierdurchschnitt: 6,63 |                    |            |            |            |            |            |            |            |